# Christchurch (Dorset)
Christchurch è una località ed ex borgo del Dorset, in Inghilterra.
Il vecchio distretto, anche se storicamente parte dell'Hampshire, quando fu creato con il Local Government Act 1972 fu unito al Dorset per uniformare tutta l'area urbana di Bournemouth e Poole. La sua entrata in funzione avvenne il 1º aprile 1974 dalla fusione del borough di Christchurch con parte del distretto rurale di Ringwood and Fordingbridge.

## Storia
La fondazione di Christchurch risale approssimativamente attorno al 650 quando alcuni monaci mandati da Birino di Dorchester giunsero nel Wessex. Questi si stabilirono in una striscia di terra posta fra i fiumi Avon e Stour, un tratto comodo perché permetteva di spostarsi da e verso gli insediamenti di Blandford Forum e Old Sarum. Il porto divenne uno dei più importanti fra quelli sassoni, grazie alla facilità con cui si poteva raggiungere il continente e perché il fiume Avon poteva essere navigato sino a Salisbury.
Una delle prime citazioni della città risale al 901 nella Cronaca anglosassone dove le viene dato il nome di Tweoxneam (Twynham) dall'Antico inglese betweoxn (fra) ed éam (fiume). Attorno all'890 il re Alfredo il grande considerò l'importanza strategica di Twynham, i danesi minacciavano di invadere il paese ed egli costruì un buhr ed elevò delle mura che eresse a protezione della città. Nel 1094 Rainulfo Flambard decano del re Guglielmo II d'Inghilterra cominciò la costruzione di un priorato là dove era stata fondata la prima chiesa dai monaci circa 1300 anni prima. Quando la chiesa fu finita la città prese il nome di Christchurch.
Nella prima parte del 1100 un castello in legno venne costruito qui per opera di Richard de Redvers, primo cugino di re Enrico I d'Inghilterra e venne poi riedificato in pietra da suo figlio Baldwin de Redvers, I conte di Devon (morto il 4 giugno 1155) perché potesse resistere contro le forze di re Stefano I d'Inghilterra durante la guerra civile. Dopo secoli di tranquillità il castello cadde in mano ai seguaci di Oliver Cromwell durante la Guerra civile inglese. Originariamente in mano ai realisti, cadde in mano ai repubblicani sotto il comando di William Waller nel 1644, l'anno dopo George Goring, I conte di Norwich (28 aprile 1585-6 gennaio 1663) lo tenne per un breve periodo, ma costretto a ritirarsi dovette tornare con un numero maggiore di uomini e riprendere d'assedio il castello. I repubblicani mantennero la posizione e per scongiurare un suo possibile ritorno ai seguaci degli Stuart Cromwell ne ordinò la distruzione nel 1652.
Dal punto di vista economico, la pesca rendeva bene, ma il porto declinò progressivamente poiché non poteva accogliere navi di grande pescaggio.
Nel 1665 Edward Hyde, I conte di Clarendon comprò la signoria di Christchurch, intendendo ravvivare il commercio cittadino decise di rimpiazzare il porto vecchio con uno nuovo che avrebbe costruito ai piedi di Hengistbury Head. Il completamento del progetto subì diversi ritardi finché una tempesta piuttosto violenta, che si abbatté sull'Inghilterra dal 24 novembre al 2 dicembre danneggiò violentemente i frangiflutti che bloccarono l'entrata del porto. Negli anni furono fatti diversi progetti per rimetterlo in uso, ma nessuno venne mai attuato.
Il 1700 ed il 1800 vide il fiorire del contrabbando, attività favorita dalla facilità con cui si potevano raggiungere le città vicine e dalla difficoltà che incontravano i cutter ad entrare nel vecchio porto. I locali erano ovviamente coinvolti in questo traffico e nel 1784 la loro attività portò ad uno scontro con i Custom and Excise che culminò con la battaglia di Mudeford avvenuta il 15 luglio e nella quale un ufficiale rimase ucciso ed il contrabbandiere colpevole venne arrestato e giustiziato.
Un'altra attività lucrosa e legale era la fabbricazione di pezzi per gli orologi. Robert Cox aprì la propria bottega nel 1790 e tre anni dopo riforniva i fabbricanti di orologi e cronometri di tutto il paese. Alla fine dell'Ottocento l'ingegneria degli orologi era cambiata ed il lavoro calò fino alla chiusura di queste attività.
Il 1847 portò a Christchurch la ferrovia, anche se la stazione vera e propria era un po' più distante e si dovesse percorrere, quindi, un tratto di strada con l'omnibus. Nel 1862 venne costruita una stazione, vicino a dove si trova tuttora, servita da una linea secondaria finché nel 1883 arrivò quella principale insieme alla costruzione di un'altra stazione.
Fin dal 1790 Christchurch e la vicina Mudeford erano state oggetto di un modesto afflusso turistico, ma l'arrivo della ferrovia portò molti più visitatori. Nel 1903 venne costruita una centrale elettrica per alimentare i tram e nel 1940 la corrente arrivò anche nelle case.
Nel 1930 la Fisher Aviation Company cominciò ad offrire voli sui loro aerei che partivano dai campi circostanti e tre anni dopo volavano con loro più di 19.000 persone. Nel 1934 la compagnia ottenne il permesso di costruire un aerodromo che divenne noto con il nome di Christchurch Airfield. Durante la seconda guerra mondiale vi venne installata una fabbrica di aerei che dovevano servire alla RAF e nel 1944 la United States Army Air Forces vi stabilì una base. Un secondo aerodromo venne costruito nello stesso anno e finito il conflitto divenne il Aeroporto di Bournemouth.
Nel 1940 con la 6. Armee (Wehrmacht) installatasi a Cherbourg Chirstchurch venne fortificata in previsione di un'invasione, vennero costruiti bunker e trappole Dente di drago. Fra il 1941 ed il 1942 l'ingegnere Donald Bailey costruì il Ponte Bailey un tipo di costruzione che permette di sostituire i ponti distrutti e di poter far passare i mezzi pesanti.

## Governo
Christchurch è un Distretto non metropolitano dell'Inghilterra con lo status di Borough il che significa che il Borough Council (che sostituisce il District Council) può eleggere il sindaco autonomamente. L'area di Christchurch comprende non solo la città, ma anche diverse zone di campagna come quella dell'aeroporto e le due parrocchie civili di Burton e Hurn. La zona conta 12 circoscrizioni elettorali e vengono eletti 24 consiglieri, le elezioni si tengono ogni 4 anni, alle ultime del 2007 hanno vinto i Conservatori. Il sindaco, attualmente è Nicholas Geary, benché sia una carica risalente al 1297 è attualmente più che altro un titolo onorifico con poco potere.

## Geografia fisica

### Territorio
Christchurch è la città costiera più ad oriente di tutto il Dorset e giace dentro i tradizionali ed antichi confini dell'Hampshire. La città confina ad ovest con Bournemouth ed è a circa 37 km a sud di Salisbury. Il centro è fra i fiumi Avon e Sturn e conduce direttamente al porto. Il porto è contiene una grande palude salata ed è protetto da strisce di sabbia conosciute come Mudeford Spit ed è protetto dal promontorio di Henginstbury Head che è luogo di nidificazione della Riparia riparia un piccolo uccello migratore che nidifica nelle sue scogliere. La zona del porto ospita anche altre specie di uccelli quali, Cygnus (zoologia) e i Chionidi.
Vicino a Chirstchurch si trova la riserva di Stanpit Marsh, situata alla confluenza dell'Avon e dello Stour, che durante il 1700 era usata dai contrabbandieri per nascondervi tabacco e rum, oggi la sua area palustre ospita vasti canneti e l'area è stata dichiarata riserva naturale nel 1964 e Sito di interesse scientifico nel 1986.
A nord di Christchurch si trova St.Catherine's Hill, il punto più alto (53 m) dell'intero distretto, la collina è quella più meridionale di una catena formata da tre colline e da essa si possono vedere la New Forest, Christchurch Priory, Hengistbury Head, la valle dell'Avon, il Solent e i The Needles dell'Isola di Wight, dal lato sud si vede la valle dello Stour e l'Isola di Purbeck. Grazie alla sua posizione la collina è da sempre usata come punto di avvistamento sul mare e benché oggi ospiti le esercitazioni militari è anche la casa di alcune specie di uccelli come la Sylvia undata, le Caprimulgidae e la Lacerta agilis.

### Clima
Christchurch, come il resto del paese, ha un clima temperato, con poche variazioni delle temperature medie annuali e giornaliere. La corrente del Golfo assicura alla Gran Bretagna un clima relativamente mite ed essendo Christchurch particolarmente a sud gode in misura maggiore di questi benefici. I mesi più caldi sono luglio e agosto con medie che vanno dai 12° ai 22° gradi, mentre i più freddi sono gennaio e febbraio con temperature che si aggirano attorno ai 2° di minima e 8,3° di massima. La media delle precipitazioni è di 594,5 millimetri contro i 1.112,6 della media nazionale.

## Popolazione
Christchurch, al censimento 2007, contava 45.080 abitanti posizionandosi al quarto posto fra i maggiori centri abitati del Dorset. Dal 1971 al 2001 la popolazione è aumentata da 33.768 a 44.865 ed anche il tasso di migrazione è positivo, per 2.500 emigranti vi sono 3.100 immigranti.
L'età media degli abitanti è piuttosto alta, gli over 65 sono il 30,4% contro il 16,5% della media nazionale, la vicina Highcliffe pone la sua percentuale di ultrasessantacinquenni al 69%, la più alta di tutto il paese. Nel 2005 l'aspettativa di vita era di 83,4 anni per le donne e di 79,7 per gli uomini.
Come il resto del Dorset anche Christchurch non ospita un gran numero di stranieri, il 96,83% della popolazione è bianca e di origine britannica, i restanti bianchi sono il 2,09% e quelli di razza mista lo 0,44%. Fra gli altri gruppi etnici i britannici con origini asiatiche sono lo 0,25%, seguiti dai cinesi 0,16%, i neri 0,13%, le restanti etnie sono lo 0,11%.
Il 55% della popolazione è impiegata a tempo pieno, mentre il 22% lo è a part-time, nella somma dei lavoratori più del 40% riferisce di avere un buon lavoro, mentre il 17% ne ha uno di livello inferiore.

## Parrocchie civili
Nei sobborghi della città esistono due parrocchie civili: Burton e Hurn.

## Amministrazione

### Gemellaggi
- Aalen
- Saint-Ghislain
- Tatabánya
- Christchurch
- Saint-Lô